# Associazione Calcio Sant'Angelo 1983-1984
Questa voce raccoglie le informazioni riguardanti l'Associazione Calcio Sant'Angelo nelle competizioni ufficiali della stagione 1983-1984.

## Rosa
| N. |                   | Ruolo | Calciatore           |
| -- | ----------------- | ----- | -------------------- |
|    | Italia (bandiera) | C     | Costantino d'Argenio |
|    | Italia (bandiera) | C     | Paolo Bertani        |
|    | Italia (bandiera) | P     | Giovanni Bidese      |
|    | Italia (bandiera) | C     | Dario Bosisio        |
|    | Italia (bandiera) |       | Bramè                |
|    | Italia (bandiera) | C     | Giuseppe Brunetti    |
|    | Italia (bandiera) | C     | Giorgio Casalino     |
|    | Italia (bandiera) | D     | Fabio Casiraghi      |
|    | Italia (bandiera) | D     | Alberto Colombo      |
|    | Italia (bandiera) | C     | Francesco Di Nuovo   |
|    | Italia (bandiera) | C     | Sergio Dossena       |
|    | Italia (bandiera) | A     | Giuseppe Folli       |

| N. |                   | Ruolo | Calciatore           |
| -- | ----------------- | ----- | -------------------- |
|    | Italia (bandiera) | C     | Virginio Gandini     |
|    | Italia (bandiera) |       | Gandolfi             |
|    | Italia (bandiera) |       | Gavioli              |
|    | Italia (bandiera) | P     | Paolo Ghezzi         |
|    | Italia (bandiera) | D     | Nicola Granata       |
|    | Italia (bandiera) | A     | Roberto Mambretti    |
|    | Italia (bandiera) | D     | Davide Masseroni     |
|    | Italia (bandiera) | D     | Fabio Mastrocinque   |
|    | Italia (bandiera) | C     | Emanuele Pischettola |
|    | Italia (bandiera) | D     | Claudio Pozzi        |
|    | Italia (bandiera) |       | Spelta               |
|    | Italia (bandiera) | C     | Stefano Verona       |